# Яремчук Роман Юліанович
Роман Юліанович Яремчук (3 лютого 1935, с. Байківці, нині Тернопільського району Тернопільської області — 12 грудня 2007, м. Тернопіль) — український управлінець-господарник, науковець, громадський діяч, меценат.

## Звання, нагороди
- доцент (1990), почесний професор ТДТУ (нині ТНТУ) (1990),
- академік Академії економічних наук України (1993),
- дійсний член Міжнародної Академії лідерів бізнесу і підприємництва (1995, США)
- заслужений машинобудівник України (1996)
- депутат Тернопільської обласної ради (1980—1987, 1998—2002),
- почесний громадянин м. Тернопіль (2001)
- ордени
  - «Знак пошани» (1971),
  - Трудового Червоного прапора (1976),
  - Дружби народів (1980),
  - Леніна (1986),
  - «За заслуги» III ступеня (2000),
- золота медаль імені М. І. Туган-Барановського,
- ім'я Романа Яремчка внесено до «Золотої книги української еліти» (2001).

## Життєпис
Закінчив Львівський політехнічний інститут (1957, нині національний університет «Львівська політехніка»).
Працював на Тернопільському заводі «Електроарматура»: майстром, начальником цеху, головним технологом, головним інженером. Від 1977 — генеральний директор виробництва, 1986 - науково-виробничого об'єднання «Ватра», від 1996 — президент ВАТ «Ватра». Від 2003 — президент, голова ради об'єднання світлотехнічних підприємств "Корпорація «Ватра».
Співзасник вітчизняної світлотехнічної промисловості України. Автор близько 50 наукових статей, 6 монографій; 25 свідоцтв на винаходи. Неодноразово очолював Раду директорів промислових підприємств Тернополя.
Фінансово сприяв Тернопільському відділенню УТОС, іним організаціям та проведенню культурно-мистецьких акцій і заходів.

## Вшанування
2008 засновано стипендію імені Яремчука для студентів ТНТУ.
До 1-ї річниці пам'яті Романа Яремчука на фасаді центрального корпусу ВО «Ватра» встановлено барельєф (2008, м. Тернопіль).